# Ellenbogenspiele
Ellenbogenspiele ist ein deutscher Spielfilm aus dem Jahre 1969 von Wolfgang Becker.

## Handlung
Konstanz, Ende der 1960er Jahre, zur Zeit der Flower-Power-Bewegung und „der freien Liebe“. Die junge Studentin Thea sucht für ihr „erstes Mal“ einen ganz besonderen Mann. Da gibt es viele Gelegenheiten, doch keiner der Typen, die sich allzu schnell anbieten, ist „der Richtige“, und so manches Mal findet sich bei ihren Abenteuern sogar eines der unangenehmen Art. Auch andere Altersgenossen sind auf der Suche und schlafen sich dabei durch so manche Betten oder gehen faule Kompromisse ein, wie etwa der Soziologiestudent, der sich an eine Frau reiferen Alters heranmacht, weil sie ihn finanziell auszuhalten vermag. Am Ende findet Thea ausgerechnet in dem Moment, in dem sie fast schon aufgeben möchte, ihren Traummann. Es ist ein Studienfreund aus vergangenen Tagen, den sie nach geraumer Zeit wiedertrifft. Beide beschließen, zusammen zu bleiben.

## Produktionsnotizen
Ellenbogenspiele, auch unter den Zweit- und Dritttiteln Dressed for Love – Ellenbogenspiele und Hilfe, ich bin noch Jungfrau geführt, entstand im Frühjahr 1969 und wurde am 25. Juli 1969 uraufgeführt.
Die Produktionsleitung hatte der sonst überwiegend als Schnittmeister arbeitende Klaus Dudenhöfer, die Filmbauten entwarf Heinrich Graf Brühl. Heidi Karschen war für die Kostümentwürfe zuständig.

## Kritiken
In Filme 1965–70 ist folgendes zu lesen: „Mißglückter Versuch einer Komödie mit Pop-Elementen, frivol und geschmacklos. – Wir raten ab.“
Im Lexikon des Internationalen Films heißt es: „Die offenbar an publikumswirksamen Vorgängern („Engelchen oder Die Jungfrau von Bamberg“) orientierte Romanverfilmung unterhält mit einigen ihrer Frivol- und Popszenen, verliert sich aber rasch in einer „Junge Leute von heute“-Komödie ohne eigene Einfälle.“